# Paul Thiès
 (avril 2017).
Si vous disposez d'ouvrages ou d'articles de référence ou si vous connaissez des sites web de qualité traitant du thème abordé ici, merci de compléter l'article en donnant les références utiles à sa vérifiabilité et en les liant à la section « Notes et références ».
Paul Thiès, nom de plume de Mathieu Lipschutz, né le 9 septembre 1958 à Strasbourg, est un écrivain pour la jeunesse français.

## Œuvres
- Les Forbans des Caraïbes, Rageot (Les Maîtres de l'Aventure), 1983.
- Les Aventuriers du Saint-Corentin, Rageot (Les Maîtres de l'Aventure), 1985.
- Ali de Bassora, voleur de génie, Rageot (Les Maîtres de l'Aventure), 1986.
- Eté brûlant à Mexico, Rageot (Les Maîtres de l'Aventure), 1987.
- Le Sorcier aux loups, Rageot (Les Maîtres de l'Aventure), 1988.
- Amad, Casterman, Aventures à construire (n 4), 1988
- Diego, Casterman, Aventures à construire (n 6), 1988
- Je suis amoureux d'un tigre, ill. Mireille Vautier, Syros, 1989
- La Sorcière est dans l'ascenseur, Rageot, 1993.
- Olle, Casterman, Aventures à construire (n 14), 1995[1]
- Abdallah et la forteresse des sables, Hachette-Jeunesse (Bibliothèque rose), 1997.
- Un été bleu cauchemar
- Un hiver  blanc frisson
- Un automne rouge sang
- Un printemps vert panique
- Signé Vendredi 13
- Juliette cherche Roméo, Cascade  (ISBN 978-2-700-22602-7)
- Finn et les pirates. La rencontre 2005
- Gaspard de Paris, Le monstre des toits, Casterman, 2019